# Circleville, Utah
Circleville är en kommun (town) i Piute County i Utah. Vid 2010 års folkräkning hade Circleville 547 invånare.
De första europeiska nybyggarna anlände till området 1864. De var mormoner, medlemmar av Jesu Kristi Kyrka av Sista Dagars Heliga. Staden ligger i den cirkelformade Circle Valley, en dal som är helt omsluten av berg, med undantag för floden Servier river som rinner genom dalen i nord-sydlig riktning.